# Narew
Der Narew (belarussisch Нараў Narau, ukrainisch Нарва Narwa), deutsch historisch Nare, ist ein Nebenfluss der Weichsel in Belarus und Polen von 484 km Länge, davon 448 km in Polen. 312 km des Narew sind schiffbar. Naturräumlich liegt sein Einzugsgebiet im Übergangssaum zwischen dem Osteuropäischen Tiefland und dem Mitteleuropäischen Tiefland.

## Verlauf und Tallandschaft

Quellgebiet: Vaŭkavyskaje Hügel/Anhöhe

Die Quelle des Narew befindet sich in den Wäldern von Białowieża in Belarus, nördlich der Stadt Brest. Der Fluss verläuft in markant wechselnden Richtungen mehrfach durch Urstromtäler und breite Schmelzwasserrinnen, die im Vorfeld des weichselkaltzeitlichen Inlandeises entstanden sind. Bei Nowy Dwór Mazowiecki nördlich von Warschau mündet der Narew von Osten in die Weichsel, kurz nach der Vereinigung mit dem am Mündungspunkt größeren Westlichen Bug.
Der stark mäandrierende Fluss wird von zahlreichen Altarmen und Nebenarmen begleitet und gilt als einer der letzten erhaltenen anastomisierenden Flüsse Europas. Bis vor ein paar Jahren brüteten hier 151 Vogelarten in großer Dichte, wie zum Beispiel Tüpfelsumpfhuhn, Kleines Sumpfhuhn, Wasserralle, Rohrdommel, Zwergdommel, Blaukehlchen oder Rohrschwirl.
Das Tal des Oberen Narew wurde 1985 als Narew-Landschaftspark unter Schutz gestellt. Ein Teil davon gehört seit 1996 zum Nationalpark Narew. In Polen wird er am Dębe-Staudamm zum Zegrze-Stausee gestaut.

## Flusssystem und Namensfrage
Der Narew ist ein aktuelles Beispiel dafür, dass entgegen den gewässerkundlichen Merkmalen eine Namensentscheidung den Nebenfluss als Hauptfluss erscheinen lassen kann. Das Flusssystem wird von zwei Hauptentwässerungslinien, Narew und Bug, dominiert, die sich erst kurz vor der Mündung in die Weichsel vereinigen. Die Dominanz des Bug ergibt sich aus folgenden Kenndaten:
|       | Wasser- führung | Einzugs- gebiet | Länge  |
| ----- | --------------- | --------------- | ------ |
| Narew | 146 m³/s        | 28.856 km²      | 438 km |
| Bug   | 158 m³/s        | 39.420 km²      | 772 km |

Vor der Anlage des im Mündungsbereich von Bug und Narew gelegenen Zegrze-Stausees (33 km²) im Jahr 1962 galt in den Anrainerstaaten der Bug als der Hauptfluss. Der Unterlauf wurde aber auch (unter anderem) Bugonarew, Narwio-Bug oder Bugo-Narew genannt. Nach dem Aufstau wirkt wegen des breiteren Tals und der örtlich konstant bleibenden Fließrichtung der Narew als der scheinbar bedeutendere Fluss. Am 27. Dezember 1962 erklärte Premierminister Józef Cyrankiewicz, dass für den Unterlauf in Polen fortan der Name Narew statt Bugonarew gelte.
Im Oberlauf gibt es mit der in einem Urstromtal fließenden Biebrza einen weiteren Nebenfluss, der mit einem Abfluss von 34,9 m³/s (Pegel Burzynie) etwas größer ist als der Narew selbst (32,5 m³/s, Pegel Strękowa Góra).
Der Abflussweg Bug – Narew – Weichsel ist mit 1213 Kilometern der längste, der im Flusssystem der Weichsel vorkommt. Die Weichsel selbst hat eine Länge von 1048 Kilometern.

## Geschichtliches
Gemeinsam mit Pisa, Weichsel und San sollte der Narew die Grenze zwischen der deutschen und der sowjetischen Interessenssphäre bilden, wie sie im geheimen Zusatzprotokoll zum deutsch-sowjetischen Nichtangriffspakt vom 23. August 1939 vereinbart worden waren. In den anschließenden diplomatischen Vereinbarungen, vor allem dem Deutsch-Sowjetischen Grenz- und Freundschaftsvertrag vom 28. September 1939, wurde diese Grenze auf sowjetischen Wunsch nach Osten an den Bug verschoben und Polen zum vierten Mal geteilt, so dass der Narew fortan als Grenze keine Rolle mehr spielte.